# Prix littéraires du Gouverneur général 1938
Liste des Prix littéraires du Gouverneur général pour 1938, chacun suivi du gagnant.

## Anglais
- Prix du Gouverneur général : romans et nouvelles de langue anglaise : Gwethalyn Graham, Swiss Sonata.
- Prix du Gouverneur général : poésie ou théâtre de langue anglaise : Kenneth Leslie, By Stubborn Stars.
- Prix du Gouverneur général : études et essais de langue anglaise : John Murray Gibbon, Canadian Mosaic.